# Хортон, Тим
Майлз Ги́лберт Хо́ртон (англ. Miles Gilbert Horton; 12 января 1930, Кокран, Онтарио, Канада — 21 февраля 1974, Сент-Катаринс, Онтарио, Канада), известный как Тим Хортон — канадский хоккеист, защитник. Хортон отыграл в Национальной хоккейной лиге 24 сезона за клубы «Торонто Мейпл Лифс», «Нью-Йорк Рейнджерс», «Питтсбург Пингвинз» и «Баффало Сейбрз». Известен также как бизнесмен и совладелец сети ресторанов фаст-фуда «Тим Хортонс». Хортон погиб в автокатастрофе в Сент-Катаринсе, Онтарио, в 1974 году в возрасте 44 лет.

## Биография

### Игровая карьера
Подписав в 1948 году контракт с клубом НХЛ «Торонто Мейпл Лифс» и проведя два года в студенческом хоккее, Хортон попал в фарм-клуб «Торонто» «Питтсбург Хорнетс» из АХЛ, где фактически началась его профессиональная карьера. В Питтсбурге он провёл бо́льшую часть следующих трёх сезонов. Его первый матч в НХЛ состоялся 26 марта 1950 года. Постоянно играть в составе «Торонто» Хортон начал осенью 1952 года. Он играл за «Кленовые листья» до 1970 года, выиграв с командой четыре Кубка Стэнли. Позже Хортон играл за клубы «Нью-Йорк Рейнджерс», «Питтсбург Пингвинз» и «Баффало Сейбрз». Хортон был известен как физически очень сильный игрок, отличался спокойствием в трудных игровых ситуациях. Для защитника-разрушителя за карьеру Хортон заработал относительно немного штрафного времени. Хортон был старательным и надёжным защитником, однако отличался и хорошей работой с шайбой — и в сезоне 1964-65 даже исполнял обязанности правого крайнего нападающего. Хортон принял участие в шести Матчах всех звёзд НХЛ.
С 11 февраля 1961 года по 4 февраля 1968 года Хортон принял участие в 486 матчах регулярных чемпионатов НХЛ подряд. Этот показатель является рекордом для игроков «Торонто» и являлся рекордом НХЛ для защитников до 8 февраля 2007 года, когда был побит Карлисом Скрастиньшем. 12 марта 1955 года Хортон получил тяжёлую травму — сломал ногу и челюсть — после того, как был атакован Биллом Гэдсби из «Нью-Йорк Рейнджерс». Повреждения оказались настолько серьёзными, что Хортону пришлось пропустить большую часть следующего сезона. Существовали даже опасения по поводу того, сможет ли он вообще продолжить свою карьеру.
Хортон был известен своим «железным» захватом, который применял во время драк с другими игроками. Нападающий «Бостон Брюинз» Дерек Сэндерсон однажды укусил Хортона во время драки; через много лет он объяснил вдове Хортона Лори, почему это сделал:

Я почувствовал, как сломалось ребро, потом ещё одно, и понял, что мне каким-то образом надо выбираться !
Оригинальный текст (англ.)I felt one rib go, and I felt another rib go, so I just had—to, well, get out of there!

Травмы и возраст практически не доставляли неудобств Хортону, который до конца своей карьеры оставался самым физически сильным игроком в НХЛ. Нападающий Бобби Халл из «Чикаго Блэкхокс» вспоминал:

Были защитники, которых приходилось бояться, потому что они были жесткими и готовы были припечатать тебя к борту, атакуя сзади, например,
Эдди Шор. Но Тима Хортона уважали за то, что ему не нужно было никого запугивать таким образом. Он пользовался своей невероятной силой и своим талантом, чтобы держать тебя под опекой.
Оригинальный текст (англ.)There were defensemen you had to fear because they were vicious and would slam you into the boards from behind, for one, Eddie Shore. But you respected Tim Horton because he didn't need that type of intimidation. He used his tremendous strength and talent to keep you in check.

В сезоне 1961-62 Хортон забросил 3 шайбы и сделал 13 голевых передач, набрав 16 очков в 12 матчах плей-офф и установив рекорд для защитников «Торонто» по количеству очков в плей-офф. Рекорд был повторён в 1978 году Ианом Тёрнбуллом (он провёл 13 матчей) и не был побит до 1994 года, когда Дейв Эллетт набрал 18 очков (провёл 18 матчей).
В 1972 году, несмотря на то, что Хортону было уже 42 года, и он страдал значительной близорукостью, бывший генеральный менеджер «Торонто» Джордж «Панч» Имлах пригласил Хортона в «Баффало Сейбрз». Качество игры Хортона было более чем хорошим, и при его участии «Баффало» впервые в истории вышел в плей-офф. По окончании сезона Хортон продлил контракт с «Баффало».
В период своих выступлений за «Торонто» Хортон играл под номером 7. Под ним же играл и Кинг Клэнси с 1931 по 1937 год. На церемонии 21 ноября 1995 года клуб объявил обоих игроков «уважаемыми», но не вывел номер 7 из обращения. Вместо этого номер 7 получил символический статус «уважаемого номера». В «Баффало» Хортон играл под номером 2 (поскольку номер 7 был у Рика Мартена), который был выведен из обращения клубом.

### Статистика
| 1947-48     | Сент Майклс Мэйджорс | OHA         | 32   | 6   | 7   | 13  | 137  | —   | —  | —  | —  | —   |
| 1948-49     | Сент Майклс Мэйджорс | OHA         | 32   | 9   | 18  | 27  | 95   | —   | —  | —  | —  | —   |
| 1949-50     | Торонто Мейпл Лифс   | НХЛ         | 1    | 0   | 0   | 0   | 2    | 1   | 0  | 0  | 0  | 2   |
| 1949-50     | Питтсбург Хорнетс    | АХЛ         | 60   | 5   | 18  | 23  | 83   | —   | —  | —  | —  | —   |
| 1950-51     | Питтсбург Хорнетс    | АХЛ         | 68   | 8   | 26  | 34  | 129  | 13  | 0  | 9  | 9  | 16  |
| 1951-52     | Торонто Мейпл Лифс   | НХЛ         | 4    | 0   | 0   | 0   | 8    | —   | —  | —  | —  | —   |
| 1951-52     | Питтсбург Хорнетс    | АХЛ         | 64   | 12  | 19  | 31  | 146  | 11  | 1  | 3  | 4  | 16  |
| 1952-53     | Торонто Мейпл Лифс   | НХЛ         | 70   | 2   | 14  | 16  | 85   | —   | —  | —  | —  | —   |
| 1953-54     | Торонто Мейпл Лифс   | НХЛ         | 70   | 7   | 24  | 31  | 94   | 5   | 1  | 1  | 2  | 4   |
| 1954-55     | Торонто Мейпл Лифс   | НХЛ         | 67   | 5   | 9   | 14  | 84   | —   | —  | —  | —  | —   |
| 1955-56     | Торонто Мейпл Лифс   | НХЛ         | 35   | 0   | 5   | 5   | 36   | 2   | 0  | 0  | 0  | 4   |
| 1956-57     | Торонто Мейпл Лифс   | НХЛ         | 66   | 6   | 19  | 25  | 72   | —   | —  | —  | —  | —   |
| 1957-58     | Торонто Мейпл Лифс   | НХЛ         | 53   | 6   | 20  | 26  | 39   | —   | —  | —  | —  | —   |
| 1958-59     | Торонто Мейпл Лифс   | НХЛ         | 70   | 5   | 21  | 26  | 76   | 12  | 0  | 3  | 3  | 16  |
| 1959-60     | Торонто Мейпл Лифс   | НХЛ         | 70   | 3   | 29  | 32  | 69   | 10  | 0  | 1  | 1  | 6   |
| 1960-61     | Торонто Мейпл Лифс   | НХЛ         | 57   | 6   | 15  | 21  | 75   | 5   | 0  | 0  | 0  | 0   |
| 1961-62     | Торонто Мейпл Лифс   | НХЛ         | 70   | 10  | 28  | 38  | 88   | 12  | 3  | 13 | 16 | 16  |
| 1962-63     | Торонто Мейпл Лифс   | НХЛ         | 70   | 6   | 19  | 25  | 69   | 10  | 1  | 3  | 4  | 10  |
| 1963-64     | Торонто Мейпл Лифс   | НХЛ         | 70   | 9   | 20  | 29  | 71   | 14  | 0  | 4  | 4  | 20  |
| 1964-65     | Торонто Мейпл Лифс   | НХЛ         | 70   | 12  | 16  | 28  | 95   | 6   | 0  | 2  | 2  | 13  |
| 1965-66     | Торонто Мейпл Лифс   | НХЛ         | 70   | 6   | 22  | 28  | 76   | 4   | 1  | 0  | 1  | 12  |
| 1966-67     | Торонто Мейпл Лифс   | НХЛ         | 70   | 8   | 17  | 25  | 70   | 12  | 3  | 5  | 8  | 25  |
| 1967-68     | Торонто Мейпл Лифс   | НХЛ         | 69   | 4   | 23  | 27  | 82   | —   | —  | —  | —  | —   |
| 1968-69     | Торонто Мейпл Лифс   | НХЛ         | 74   | 11  | 29  | 40  | 107  | 4   | 0  | 0  | 0  | 7   |
| 1969-70     | Торонто Мейпл Лифс   | НХЛ         | 59   | 3   | 19  | 22  | 91   | —   | —  | —  | —  | —   |
| 1969-70     | Нью-Йорк Рейнджерс   | НХЛ         | 15   | 1   | 5   | 6   | 16   | 6   | 1  | 1  | 2  | 28  |
| 1970-71     | Нью-Йорк Рейнджерс   | НХЛ         | 78   | 2   | 18  | 20  | 57   | 13  | 1  | 4  | 5  | 14  |
| 1971-72     | Питтсбург Пингвинз   | НХЛ         | 44   | 2   | 9   | 11  | 40   | 4   | 0  | 1  | 1  | 2   |
| 1972-73     | Баффало Сейбрз       | НХЛ         | 69   | 1   | 16  | 17  | 56   | 6   | 0  | 1  | 1  | 4   |
| 1973-74     | Баффало Сейбрз       | НХЛ         | 55   | 0   | 6   | 6   | 53   | —   | —  | —  | —  | —   |
| Всего в НХЛ | Всего в НХЛ          | Всего в НХЛ | 1446 | 115 | 403 | 518 | 1611 | 126 | 11 | 39 | 50 | 183 |

### «Тим Хортонс»
В 1964 году Хортон открыл свой первый ресторан «Тим Хортонс» в Гамильтоне, Онтарио. Он даже включил в меню несколько блюд собственного производства. К 1967 году сеть «Тим Хортонс» превратилась в мультимиллионное предприятие.
После смерти Хортона в 1974 году его бизнес-партнёр Рон Джойс выкупил долю семьи Хортонов в общем бизнесе за $1 млн и вступил в единоличное владение сетью, насчитывавшую к тому времени 40 ресторанов.
В настоящее время, кроме более чем 3000 ресторанов в Канаде, ещё более 550 работают в США — в Мичигане, Огайо, штате Нью-Йорк, Мэне, Пенсильвании и других штатах, в основном, на северо-востоке и в районе Великих озёр. В конце 2011 года ресторан «Тим Хортонс» открыт на канадской военной базе в Кандагаре, Афганистан. Рестораны «Тим Хортонс» работают также в Великобритании, Объединённых Арабских Эмиратах и Омане.
Сын Рона Джойса женился на дочери Тима Хортона, тем самым снова включив семью Хортон в совместный бизнес.

### Смерть
Рано утром 21 февраля 1974 года Хортон возвращался из Торонто, где накануне «Сейбрз» провели матч с хозяевами, по шоссе Куин Элизабет Уэй домой в Баффало на своей спортивной машине De Tomaso Pantera, подаренной генеральным менеджером «Баффало» Джорджем «Панчем» Имлахом. Во время пересечения моста над речушкой Твелв Майл Крик в Сент-Катаринсе Хортон не справился с управлением и врезался в бетонный отбойник. После удара машина перевернулась, и не пристёгнутый ремнём Хортон был выброшен из неё. Хортон скончался мгновенно. Офицер полиции, преследовавший машину Хортона, сообщил, что его машина ехала на скорости более 100 миль/ч (160 км/ч).
После смерти Хортона были сообщения о том, что он, возможно, употребил значительное количество водки, а также ходили слухи, что он принимал болеутоляющие после травмы челюсти, полученной на тренировке днём ранее. Результаты вскрытия, опубликованные в 2005 году, показали, что уровень алкоголя в крови Хортона в два раза превышал разрешённую норму. Анализ крови также показал наличие амобарбитала, который, возможно, был остаточным продуктом от таблеток дексамила, найденных при осмотре тела. Вскрытие показало, что Хортон не принимал никаких болеутоляющих, как предполагалось ранее.
Через непродолжительное время после смерти Хортона Рон Джойс предложил вдове Хортона Лори $1 млн за её долю в бизнесе, состоявшем в то время из 40 ресторанов. После того, как она согласилась, Джойс стал единственным владельцем бизнеса. Через много лет миссис Хортон решила, что сделка, заключённая с Джойсом, была несправедлива и обратилась в суд. Она проиграла судебный процесс в 1993 году, а её апелляция была отклонена в 1995 году. Лори умерла в 2000 году. У Тима и Лори осталось четверо дочерей: Джери-Лин (Хортон-Джойс), Трейси (Симоне), Ким и Келли. Джери-Лин вышла замуж за Рона Джойса, мл., сына Рона Джойса.
Тим Хортон похоронен в Торонто на кладбище Йорк.

## Достижения
- Обладатель Кубка Стэнли в 1962, 1963, 1964 и 1967 г.г.
- Член Зала хоккейной славы с 1977 года (посмертно).